# Archibald Henderson
Archibald Henderson, ameriški častnik marincev, * 21. januar 1783, Colchester, Virginija, ZDA, † 6. januar 1859, Washington, D.C..